# سینه‌چنبری‌ها
سینه‌چنبری‌ها (نام علمی: Cistothorus) نام یک سرده از تیره الیکایی است.

## گونه‌ها
- الیکایی آپولینار, Cistothorus apolinari
- الیکایی مریدا, Cistothorus meridae
- الیکایی ماندابی , Cistothorus palustris
- الیکایی سبزه, Cistothorus platensis